# Артижа Вас
Артижа Вас (словен. Artiža vas, је насељено место у саставу општине Иванчна Горица, покрајина Долењска која припада регији Средишњој Словенији у Републици Словенији.

## Географија
Насеље површине 2,4 км², налази се на надморској висини 317 м. источно од Иванчне и аутопута који пролази кроз територију насеља северно од центра.

## Историја
До територијалне реорганицације у Словенији, налазио се у саставу стара општине Гросупље.

## Становништво
Приликом пописа становништва 2011. године Артижа Вас је имала 66 становника.
| 1991 | 2002 | 2011 |
| 26   | 38   | 66   |

## Културна баштина
У насељу Артижа Вас налази се једно регистровано непокретно културно добро Републике Словеније. То је капелица са краја 19. века